# Diocèse d'Eupen-Malmedy
Le diocèse d'Eupen-Malmedy (en latin : Eupensis et Malmediensis) est une ancienne et éphémère circonscription ecclésiastique de l'Église catholique en Belgique. Érigé en 1919, le diocèse fusionna avec celui de Liège en 1925.

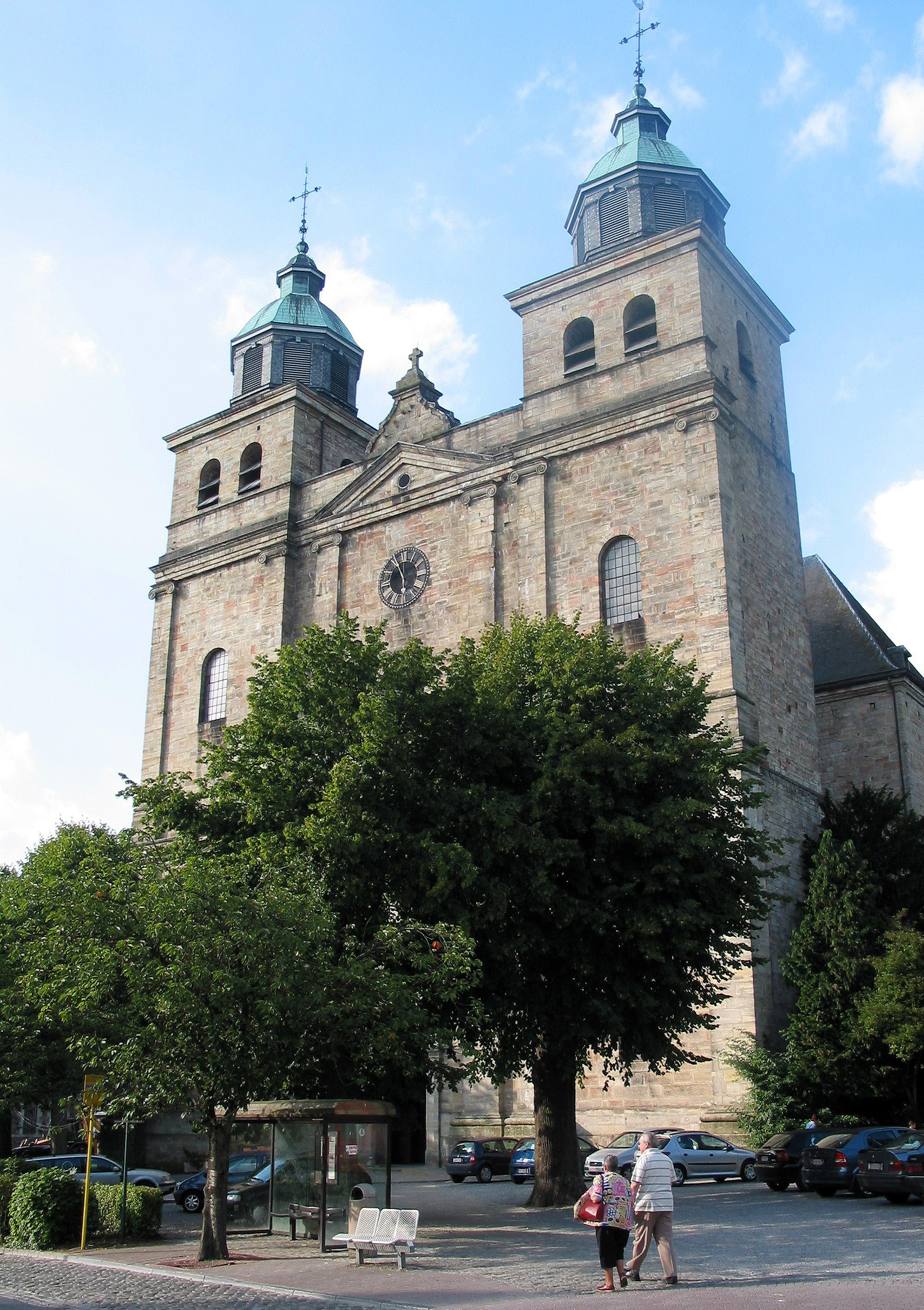
L'église Saints-Pierre, Paul et Quirin (à Malmedy) a gardé le titre de cathédrale.

## Territoire
Le diocèse couvrait les cantons de l'Est, cédés à la Belgique par l'article 34 du traité de Versailles, à savoir Malmedy, Waimes et les neuf communes de l'actuelle Communauté germanophone de Belgique.

## Histoire
À la fin de la Première Guerre mondiale il apparait intolérable que les cantons de langue germanophone de Belgique continuent à dépendre de l'archidiocèse de Cologne, en Allemagne. À la demande de la Belgique le Saint-Siège crée la nouvelle circonscription ecclésiastique d'Eupen-Malmedy. En 1919, l'administration apostolique d'Eupen-Malmedy-Saint Vith (Eupensis-Malmediensis-Sancti Vithus) est érigée à partir de l'archidiocèse de Cologne.
Par la constitution apostolique Ecclesiae universae du 30 juillet 1921, Benoît XV élève l'administration apostolique au rang de diocèse, uni aeque principaliter au diocèse de Liège et suffragant, comme celui-ci, de l'archidiocèse de Malines.
Le 15 avril 1925, le diocèse est fusionné avec le diocèse de Liège.

## Ordinaires

### Administrateur apostolique d'Eupen-Malmedy-Saint Vith
- 1919-1921 : Sebastiano Nicotra

### Évêque d'Eupen-Malmedy
- 1921-1925: Martin-Hubert Rutten (tout en restant évêque de Liège)